# Загибель птахів на ЛЕП

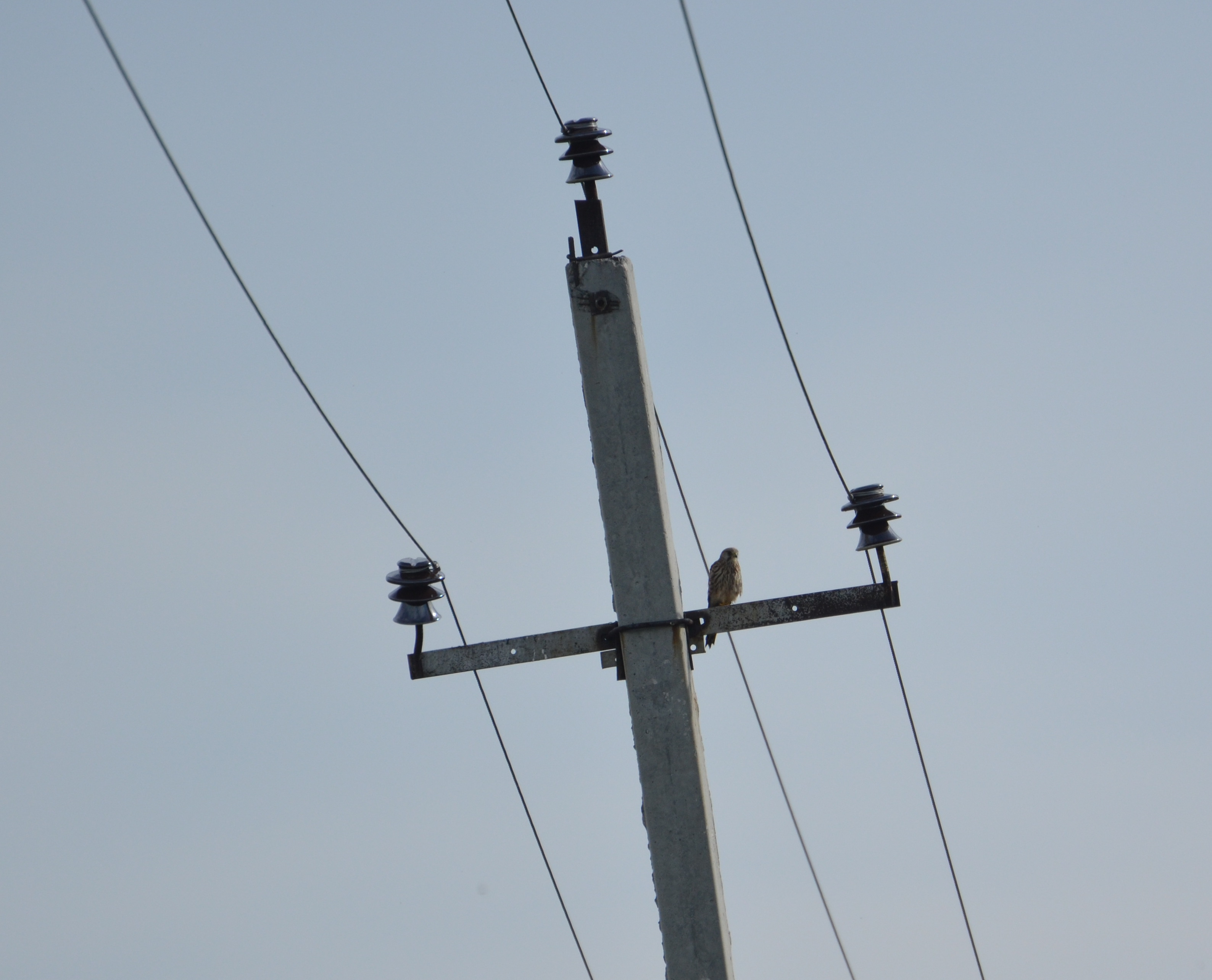
Птахонебезпечна ЛЕП. На траверсі сидить боривітер.

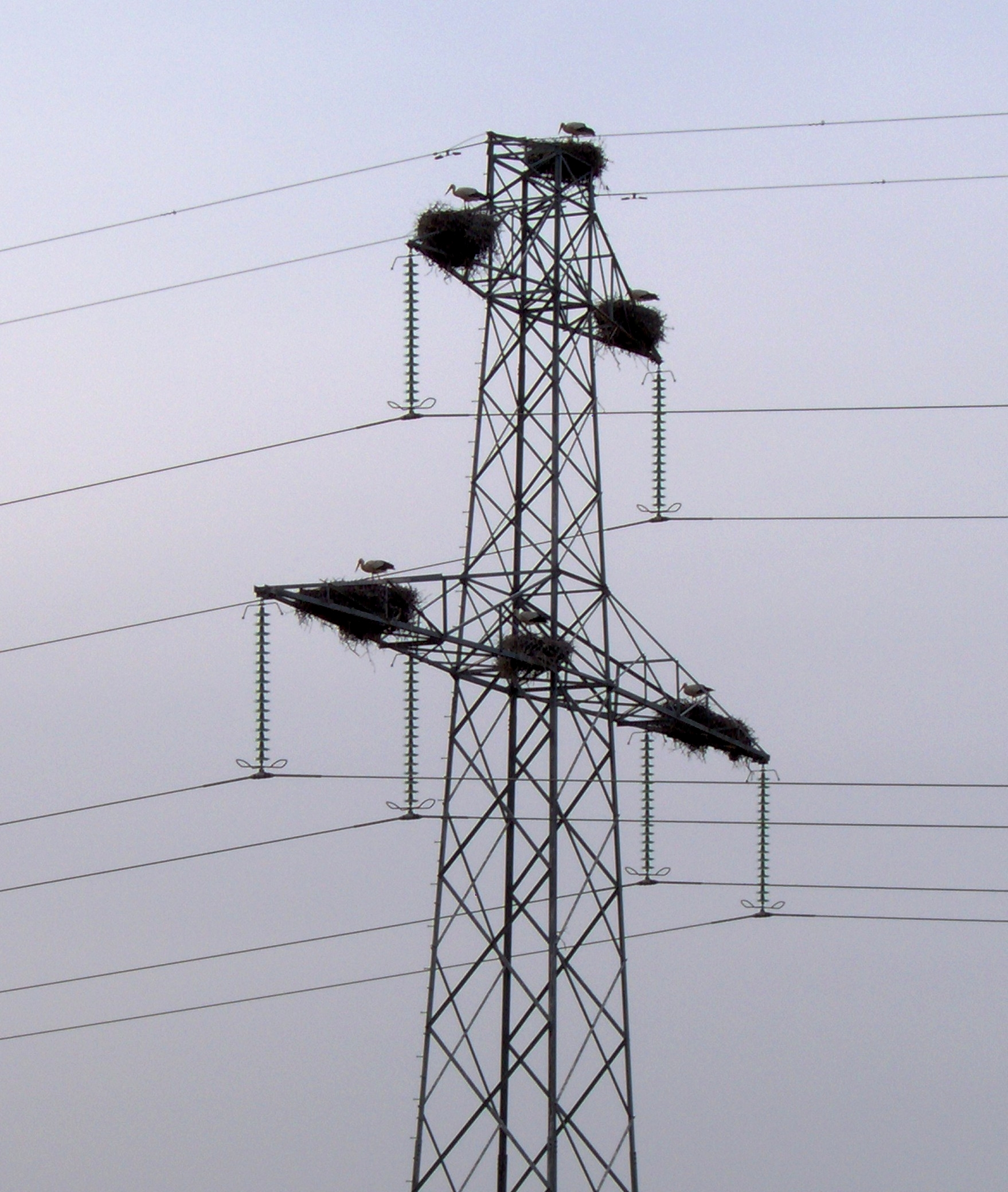
Гніздування птахів на ЛЕП

Загибель птахів на ЛЕП — загибель птахів від ураження електричним струмом на повітряних лініях електропередачі.
Найчастіше птахи гинуть на ЛЕП напругою 6-10 кВ (іноді до 35 кВ) на залізобетонних опорах. Це пов'язано з особливостями конструкції таких ЛЕП. У верхній частині залізобетонної опори знаходиться горизонтальна металева перекладина — траверса, приварена до арматури всередині опори (і таким чином, заземлена). До траверсу прикріплені ізолятори, на яких тримаються неізольовані проводи. Птах може сісти на провід і торкнутися траверси (або навпаки), що призводить до ураження струмом і загибелі.
Іноді загибла птиця застряє між проводом і траверсом, що викликає постійне замикання проводу на землю і призводить до відключення лінії.
ЛЕП більш високого класу напруги, як правило, менш небезпечні для птахів, оскільки в них більші гірлянди ізоляторів та відстань між проводами й заземленими елементами.

## Види, що знаходяться під загрозою
Зазвичай на ЛЕП гинуть птахи розміром з ворону і крупніше (розміри яких достатні, щоб торкнутися одночасно дроту та траверси), але бувають випадки загибелі й більш дрібних птахів. Найбільшу ж загрозу ЛЕП представляють для хижих птахів, які мають досить великі розміри та потребують присадку для вполювання здобичі. У степових місцевостях стовпи ЛЕП часто є єдиним місцем присад, що і привертає до них птиць.

## Міри, щодо захисту птахів

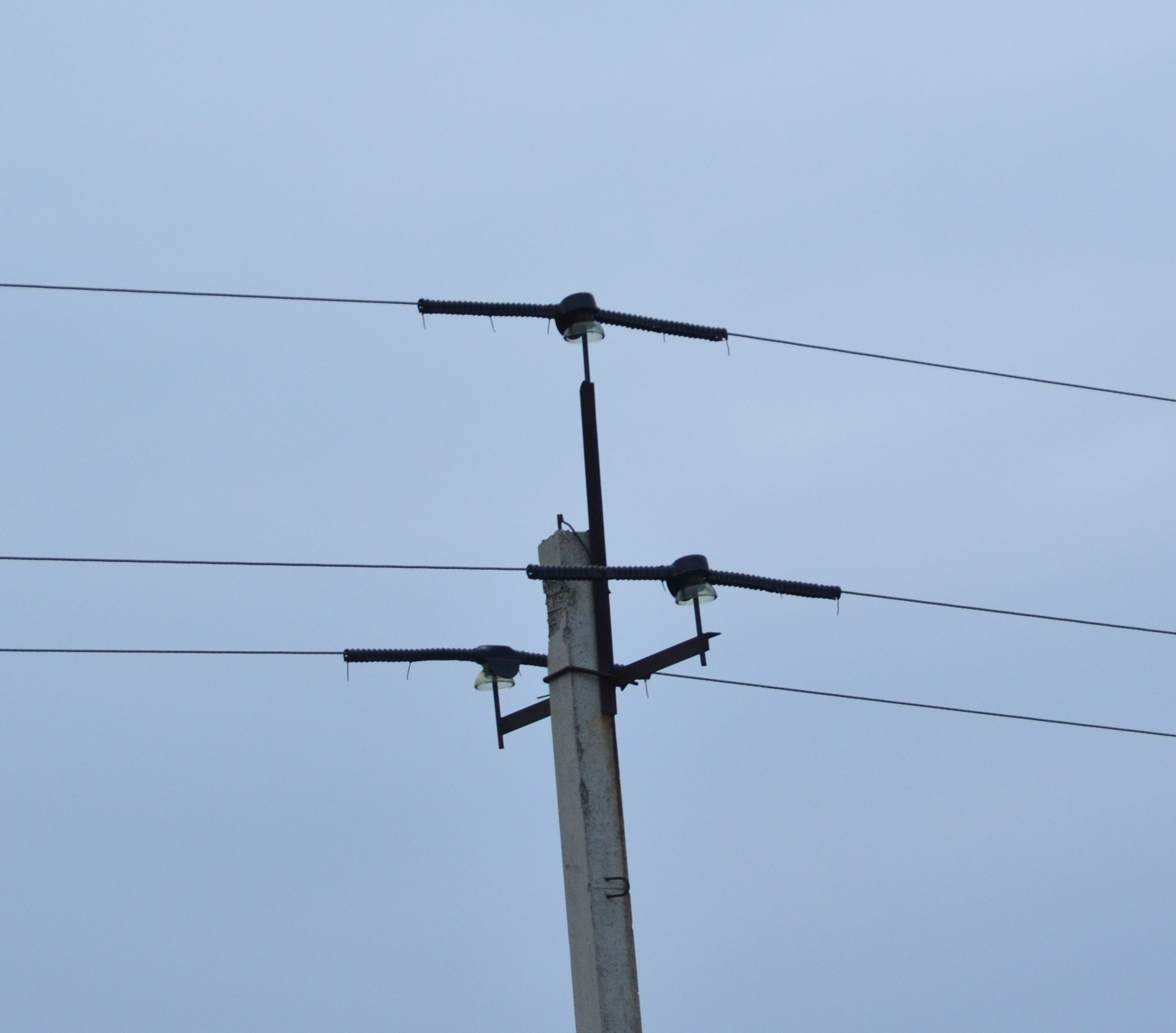
ЛЕП, обладнана накладною ізоляцією для захисту птахів

Для захисту птахів від ураження струмом застосовуються різноманітні птахозахисні пристрої. 
- Електрорепелентний захист, який відлякує птахів від гніздування в небезпечних місцях.
- Протиприсадні шипи, на траверсах над ізоляторами
- Ковпаки для тарілчастих ізоляторів, які знаходяться над ізолятором, унеможливлюючи дугу КЗ від пташиного посліду
- Еластичні полімерні накладки на штирьові ізолятори з ізоляцією частини дроту по обидві сторони

У найбільш дієвому варіанті ПЗУ являє собою ковпак з ізолюючого матеріалу, що закриває тарілчастий ізолятор і ділянки проводу по боках від нього.
Ефективним заходом є також використання самонесучого ізольованого проводу.